# Bulbinella
Bulbinella é um género botânico pertencente à família Asphodelaceae.